# Leucoptilum bassleri
Leucoptilum bassleri är en tvåvingeart som beskrevs av James 1943. Leucoptilum bassleri ingår i släktet Leucoptilum och familjen vapenflugor.
Artens utbredningsområde är Peru. Inga underarter finns listade i Catalogue of Life.